# Stigmella aceris
Espèce
Stigmella aceris est une espèce de lépidoptères (papillons) de la famille des Nepticulidae, de la sous-famille des Nepticulinae. Elle se trouve en Europe.
Les chenilles se nourrissent sur les plantes Acer campestre, Acer ginnala, Acer platanoides et Acer tataricum. Elles minent les feuilles de leur plante hôte.